# Bartolomé de Alcázar
Bartolomé Alcázar (Murcia, 23 de agosto de 1648-Madrid, 14 de enero de 1721). Enseña primero Humanidades y Retórica durante veinte años y luego, tras haber sido Rector del Colegio de Cuenca, matemáticas en el Colegio Imperial de Madrid. Fue uno de los fundadores de la Real Academia Española en 1713.

## Biografía
El propio Bartolomé Alcázar localiza su nacimiento el día 23 de agosto. En 1664, ingresó como novicio de la Compañía de Jesús en la Provincia de Toledo. Uriarte y Lecina vacilan entre el 16 y el 18 de enero de 1664, aunque la mayor parte de los catálogos se inclinan por el día 18, y hace profesión de cuatro votos el 8 de diciembre de 1682.
Entre 1664 y 1682, Alcázar completó sus estudios de Filosofía en Madrid, fue profesor de Gramática en el Colegio de Oropesa, y de Letras Humanas en Toledo. En 1672, lo encontramos estudiando Teología en el Colegio de Murcia. En 1675, ya consagrado sacerdote, estaba destinado en Madrid como profesor del Colegio Imperial.
En los doce años siguientes a su llegada al Colegio Imperial enseñó Retórica y escribió obras como la Silva selectorum tripartita (1681, impresa con otro nombre y tomada por Uriarte-Lecina como anónima o seudónima); la primera parte de El perfecto latino (1683); la Silva selectorum triplex (también sin nombre de autor); y algunos discursos inaugurales (praelectiones, en latín) del curso en el Colegio Imperial, entre los que destaca el que pronunció en honor de la boda de Carlos II el 18 de octubre de 1679. Son también de este periodo la Vita d. Francisci Xaverii Indiarum Apostoli anagrammatice concinnata y el Chronicon anagrammaticum de Vienna liberata Turcisque debellatis.
En 1687, publicó, siendo ya Prefecto de Letras Humanas del Colegio Imperial, una reedición del Arte de Nebrija que, en su momento, resumió y editó Juan Luis de la Cerda y en la que se limita a restituir el texto original, muy desvirtuado por comentarios y adiciones posteriores. Al haber hecho este trabajo, no aparece como autor, y no son todavía tiempos en los que esta tarea crítica merezca la mención de un editor.
A mediados de 1691, Bartolomé Alcázar marchó al Colegio de Cuenca como Rector. En los tres años que permanecerá allí, redactó la "Censura" (1691) de la edición que hizo Laurent Anisson de El estandarte de la Santísima Cruz", de San Francisco de Sales (1693 y 1798) y publicó su Vida, virtudes y milagros de San Julián, segundo Obispo de Cuenca (Madrid, Juan García Infanzón, 1692, con ilustraciones de Gregorio Fosman).
Hacia 1694, volvió al Colegio Imperial de Madrid, pero como profesor de matemáticas. En colaboración con el padre Jacobo Kresa, publicó distintos estudios en las Mémoires de Trévoux: 
- "Observaciones sobre el Achiote o Campeche" (nov. 1704, fol. 1974)
- "Communications de quelques découvertes geographiques" (ibid, fol. 1238)
- "Observations sur la cochenille et sur un petit limaçon des Indes qui paroit être le Murex des anciens" (ibid, fols. 1765-1774)
- Eclipsis Lunae observata in Collegio Imperiali Soc., Iesu Matriti anno 1696 16 maii horis P.M. a P. Jacobo Kresa & P. Barthololomaeo Alcazar..."

En 1693 se datan dos cartas consolatorias:
- Carta de edificación en la muerte del H. Coadjutor Mateo Calvo, Madrid, 10 de mayo de 1693.
- Carta de edificación en la muerte del H. Coadjutor Manuel de Nava, Cuenca, 9 de diciembre de 1693.

Un título interesante es el siguiente:
- La "Astronomía Europaea sub Imperatore Tartaro Sinico, Cam-Hi appellato, ex umbra in lucem revocata anno 1698" del P. Fernando Verbiest, que original se conserva en el Colegio Imperial de Madrid, traducida al Castellano por el P Bartolomé de Alcázar.

En 1700, dice Sánchez Ruiz (p. 677) que se le exime de todas sus obligaciones docentes para dedicarse a redactar una historia de los jesuitas ilustres de la provincia de Toledo, lo que obliga a pensar que los artículos anteriormente citados habrían sido redactados con anterioridad, pese a su publicación en 1704. La noticia parece que tiene poco sentido si consideramos este título: Supplementum Bibliothecae Scriptorum S.J. qua spectat ad Provinciam Toletanam usque ad annum 1699
No obstante, debemos considerar que este trabajo es, o bien la preparación, o bien el motivo de su dispensa docente para dedicarse a la redacción de uno de sus títulos fundamentales, a saber, la Chrono-Historia de la Compañía de Jesús, en la Provincia de Toledo, y elogios de sus varones illustres, fautores, e hijos espirituales, publicada en Madrid en 1710.
Fue esta Chrono-Historia incluida en la primera edición del Diccionario de Autoridades como referencia del correcto uso de la lengua castellana. Y no es casual la inclusión ni la mención: en julio de 1713, en la casa del Marqués de Villena, se reúne el propio Villena con varios intelectuales, entre los que aparece el P. Bartolomé de Alcázar (S.J.). El resultado de aquella reunión es muy conocido: la fundación de la Academia Española de la Lengua, que no recibirá el patrocinio real hasta un tiempo después.
Cuenta Sánchez Ruiz (p. 794) que, en las primeras sesiones, Bartolomé Alcázar ocupaba el segundo puesto (detrás del Marqués de Villena), por ser clérigo y por orden alfabético de los apellidos y que, cuando se constituye de nuevo la sociedad como Real Academia, se atiende, no ya a criterios alfabéticos, sino a la antigüedad, lo que hace que nuestro autor pase a ocupar la sexta silla, la letra F, que conservará durante los siete años postreros de su vida.
Como académico, el Padre Alcázar se encargó de extraer las autoridades de las letras A, B y C del Dioscórides de Andrés Laguna para incorporarlas al "corpus" documental del Diccionario de Autoridades. También colaboró en el Diccionario de la lengua española con la definición de los provincialismos murcianos, el léxico de la cantería y los vocablos normales que empezaran por AN. Junto con el P. José Casani, colaboró en la planta general del Diccionario mismo. Por demás, tomó parte en los ejercicios de Retórica que, a puerta cerrada, sin registro escrito y como puro divertimento práctico, se imponían los académicos de vez en cuando.
Murió en el Colegio Imperial de Madrid, el 14 de enero de 1721. Su discurso fúnebre, pronunciado por su compañero de Academia y hermano de Compañía, el P. José Casani, no se conserva. Sí tenemos constancia de la nota necrológica del Acta de la Academia del 16 de enero de 1721:
"Túvose noticia de haber fallecido el día 14 de este mes el Rmo. P. Bartholomé Alcázar, de la Compañía de Jesús, que fue de gran sentimiento por haber perdido la Academia un individuo a quien adornaban relevantes prendas, y sobresaliente erudición."

## De ratione dicendiyDe rhetorica facultate
La Silva selectorum tripartita tiene una parte central, dedicada a la enseñanza de la creación literaria, que recibe el título de De ratione dicendi. Con posterioridad, sería editada como manual independiente en Mantua (1681), Madrid (1689) y Turín (1689).
Consta esta obra de tres partes: la primera, que enumeraba y explicaba los ejercicios preparatorios (los progymnasmata) de los que habla el sofista Aphthonio; la segunda, que no es sino un tratado de Epistolografía; y la tercera, que es un manual de Retórica titulado De rhetorica facultate.
En la edición de 1681, este manual consta de cinco libros, pero todas las demás reducen su extensión a tres. No habiendo sido posible consultar la edición de 1681, es difícil motivar dicha reducción.